# Anthomuricea timorensis
Anthomuricea timorensis is een zachte koraalsoort uit de familie Plexauridae. De koraalsoort komt uit het geslacht Anthomuricea. Anthomuricea timorensis werd in 1910 voor het eerst wetenschappelijk beschreven door Nutting. 